# Mesochorus carinifrons
Mesochorus carinifrons är en stekelart som beskrevs av Dasch 1974. Mesochorus carinifrons ingår i släktet Mesochorus och familjen brokparasitsteklar. Inga underarter finns listade i Catalogue of Life.